# Kaarlo Kares
Kaarlo Reetrikki Kares även K. R. Kares (hette innan Karl Fredrik, fram till 1876 Präski), född 14 december 1873 i Nakkila, död 23 mars 1942 i Lappo, var en finländsk präst och politiker. Far till Olavi Kares. 
Kares var kyrkoherde i Lappo mellan 1924 och 1942. Han var en av ledargestalterna inom Lapporörelsen och Fosterländska folkrörelsen (IKL). Kares var riksdagsman i flera omgångar, särskilt ihågkomna är åren 1933–1942.